# デオキシサルパジンヒドロキシラーゼ
デオキシサルパジンヒドロキシラーゼ（deoxysarpagine hydroxylase）は、次の化学反応を触媒する酸化還元酵素である。
10-デオキシサルパジン + NADPH + H+ + O2 {\displaystyle \rightleftharpoons } サルパジン + NADP+ + H2O
反応式の通り、この酵素の基質は10-デオキシサルパジン、NADPH、H+とO2で、生成物はサルパジン、NADP+とH2Oである。
この酵素は酸化還元酵素に属する。O2を酸化剤として酸素原子を組み込み、還元させる。組み込む酸素原子はO2から誘導される必要はなく酸素を含有する他の供与体からでもいい。
組織名は10-deoxysarpagine,NADPH:oxygen oxidoreductase (10-hydroxylating)で、省略してDOSHとも書かれる。